# Aucubina
A aucubina é  um metabolito secundário muito comum, do grupo dos iridoides. É o glicosídeo formado pela combinação da aglicona aucubigenina e uma unidade de glicose. Tal como os outros monoterpenos, é composto por duas unidades de isopreno, cada uma com cinco átomos de carbono, sintetizadas na planta. Entretanto, ao contrário da maioria dos iridoides, de dez carbonos, a estrutura da aucubina contém apenas nove, pois durante a sua biossíntese um grupamento metila é oxidado a carboxila e então eliminado, por descarboxilação.